# 시디벨아베스주

시디벨아베스주

시디벨아베스주(아랍어: ولاية سيدي بلعباس)는 알제리 북서부에 위치한 주이다. 주도는 시디벨아베스이며 면적은 9,150.63km2, 인구는 603,369명(2008년 기준)이다.